# Liste der Kulturgüter in Bannwil
Die Liste der Kulturgüter in Bannwil enthält alle Objekte in der Gemeinde Bannwil im Kanton Bern, die gemäss der Haager Konvention zum Schutz von Kulturgut bei bewaffneten Konflikten, dem Bundesgesetz vom 20. Juni 2014 über den Schutz der Kulturgüter bei bewaffneten Konflikten sowie der Verordnung vom 29. Oktober 2014 über den Schutz der Kulturgüter bei bewaffneten Konflikten unter Schutz stehen.
Es sind weder A-Objekte noch B-Objekte auf dem Gemeindegebiet ausgewiesen, Objekte der Kategorie C fehlen zurzeit (Stand: 14. Januar 2024). Unter übrige Baudenkmäler sind Objekte zu finden, die im Bauinventar des Kantons Bern als «schützenswert» verzeichnet sind.

## Übrige Baudenkmäler
Hinweis: Als Objekt-Identifikator (ID) wird die Grundstücksnummer verwendet.
| ID  | Foto |                                                           | Objekt                         | Typ | Standort                              | Beschreibung |
| --- | ---- | --------------------------------------------------------- | ------------------------------ | --- | ------------------------------------- | ------------ |
| 8   | BW   | Datei hochladen                                           | Ehemaliges Schulhaus (1829)    | G   | Aarwangenstrasse 1 622310 / 231875    |              |
| 99  | BW   | Datei hochladen                                           | Speicher (1. Hälfte 18. Jh.)   | G   | Grabenstrasse 8a 622123 / 231567      |              |
| 176 | BW   | Datei hochladen                                           | Bauernhaus (1818)              | G   | Grabenstrasse 12 622200 / 231501      |              |
| 212 | BW   | Datei hochladen                                           | Ehemaliges Bauernhaus (1794)   | G   | Wangenstrasse 5 622206 / 231750       |              |
| 237 | BW   | Datei hochladen                                           | Speicher (1741)                | G   | Wangenstrasse 1b 622295 / 231754      |              |
| 292 | BW   | Datei hochladen                                           | Speicher (1730)                | G   | Grabenstrasse 10a 622138 / 231539     |              |
| 314 | BW   | Datei hochladen                                           | Wohnhaus zur Sägerei (um 1925) | G   | Aarwangenstrasse 33 622853 / 232584   |              |
| 343 | BW   | Datei hochladen                                           | Reformierte Kirche (1522)      | G   | Kirchweg 4 622191 / 231838            |              |
| 434 | BW   | Datei hochladen                                           | Gasthof Rössli (1938)          | G   | Winkelstrasse 1 622291 / 231846       |              |
| 635 | ja   | Datei hochladen · Wikidata zu Bahnhof Bannwil (Q33509363) | Stationsgebäude (1907)         | G   | Bahnweg 2 622825 / 232667             |              |
| 662 | BW   | Datei hochladen                                           | Dorfbrunnen (1919)             | K   | Aarwangenstrasse N.N. 622313 / 231856 |              |

Hinweis zur Legende: Anstelle der KGS-Nummer wird als Objekt-Identifikator (ID) die Grundstücksnummer verwendet.